# Аргутай
Аргутай, Алутай (ум. 1434) — крупный монгольский военный и политический деятель начала XV века, фактический правитель Восточной Монголии (1402—1434).

## Биография
Вначале Аргутай носил титул тайши. В 1402 году ойратский племенной лидер Угэши Хашигу подчинил своей власти большую часть Монголии. Угэши, занявший ханский престол под именем под именем Оруг Тэмур-хана, пожаловал Аргутаю титул чинсана, и с этого времени Восточная Монголия перешла под его контроль. В 1408 году Аргутай сверг с престола и умертвил Оруг Тэмур-хана. Выведя Восточную Монголию из-под ойратского владычества, он назначил новым монгольским ханом Олдзей Тэмур-хана (Пуньяшири) (1408—1412), сына Элбэг-хана. Пуньяшири подтвердил за Аргутаем титул чинсана. Аргутай, хотя и признал себя вассалом Минской империи, совершал и организовывал набеги на пограничные китайские районы.
В 1409 году ойратский тайша Махаму совершил крупный военный поход на Восточную Монголию и одержал победу над Олдзей Тэмур-ханом и Аргутаем. Восточные монголы отступили за реку Керулен. В 1410 году Аргутай-тайджи и Олдзэй Тэмур-хан, действуя отдельно друг от друга, предприняли нападение на Китай, но оба были разгромлены. В ответ в 1410/1411 годах китайский император Чжу Ди предпринял крупный карательный поход на Монголию и дошел до реки Верхний Онон, всюду обращая противника в бегство. Аргутай и Олдзей Тэмур-хан, поссорившиеся и разделившие свои силы, потерпели поражения от огромной китайской армии. В 1412 году монгольский хан Олдзей Тэмур-хан был разбит и убит Махаму, который возвел на монгольский престол своего ставленника Дэлбэга, сына или брата Олдзей Тэмур-хана. В 1414 году ойраты изгнали Аргутая из Монголии в китайские владения.
В 1415 году после смерти бездетного Дэлбэг-хана ойратские лидеры возвели на монгольский престол нового ставленника — Ойрадай-хана (1415—1425). Ойрадай-хан объявил себя сыном Дэлбэг-хана, но на самом деле был самозванцем. В правление Аргутай восстановил своё положение в Монголии и по-прежнему стал руководить военными действиями против ойратов и империи Мин. Соправителем Аргутая стал Адай, командир превратившегося в халхаское племя военного подразделения «Хорчин». В 1422—1424 годах Аргутай напал на китайские приграничные владения, но вынужден был отступить далеко в степи под натиском императорской армии. В 1424 году минский император Чжу Ди предпринял новый крупный военный поход на Монголию, но не смог добиться крупных результатов. В 1425 году после смерти Ойрадая новым монгольским ханом был объявлен Адай-хан (1425—1438), объявивший себя сыном Оруг Тэмур-хана. В том же 1425 году Адай-хан и Аргутай предприняли совместный военный поход против ойратов. В сражении при Бор-Нохой-Зуне ойраты были разгромлены, Махаму был убит в бою, а его сын Богума Тогон попал в плен. Позднее Адай освободил Тогона и вернул ему управление ойратским союзом как своему подручнику. Правой рукой и соправителем Адая оставался Аргутай. В 1433 году ойратский предводитель Тогон-тайши поднял восстание и начал военные действия против Адай-хана. В 1433 году Аргутай был вытеснен ойратами за Большой Хинганский хребет, а в следующем 1434 году разбит и убит Тогоном.